# Heinrich Reuss

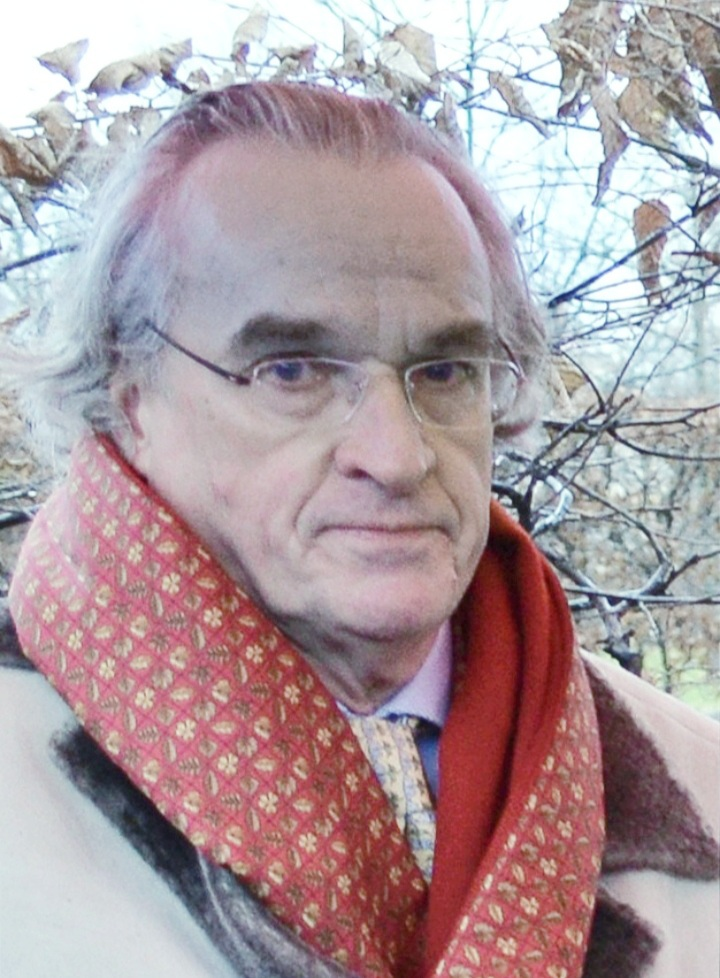
Reuss in 2018

Heinrich XIII. Prinz Reuss (Duits: Reuß) (Büdingen, 4 december 1951) is een Duitse vastgoedondernemer en lid van het Huis Reuss. 
Reuss is het vijfde van zes kinderen van prins Heinrich I Reuss en Woizlawa Feodora zu Mecklenburg. Hij is een kleinzoon van Adolf Frederik van Mecklenburg-Schwerin, een broer van koningin Wilhelmina's echtgenoot prins Hendrik.
Reuss kwam in het nieuws als lid van de rechtsextremistische Reichsbürgerbeweging. Op 7 december 2022 werd hij gearresteerd op beschuldiging van het plannen van een staatsgreep en betrokkenheid bij het oprichten van een terroristische organisatie, de Patriotische Union.
- Virtual International Authority File: 4609167445377988860006